# Nový Telečkov
Nový Telečkov (en allemand : Neu Teletschkau) est une commune du district de Třebíč, dans la région de Vysočina, en Tchéquie. Sa population s'élevait à 96 habitants en 2024.

## Géographie
Nový Telečkov se trouve à 6,6 km au sud-ouest du centre de Velké Meziříčí, à 12,5 km au nord-nord-est de Třebíč, à 26,5 km à l'est-sud-est de Jihlava et à 138,5 km au sud-est de Prague.
La commune est limitée par Uhřínov au nord, par Baliny et Oslavička à l'est, par Vlčatín au sud et par Horní Heřmanice à l'ouest.

## Histoire
La première mention écrite de la localité date de 1550.

## Transports
Par la route, Nový Telečkov se trouve à 8,5 km de Velké Meziříčí, à 16 km de Třebíč, à 35 km de Jihlava et à 160 km de Prague.